# Il leopardo
Il leopardo (titolo originale Panserhjerte) è un romanzo poliziesco dello scrittore norvegese Jo Nesbø, pubblicato nel 2009. Il libro è l'ottavo che ha come protagonista l'ispettore Harry Hole.
L'opera è stata pubblicata in Italia per la prima volta nel 2011.

## Trama
Sono tre le donne assassinate ad Oslo a breve distanza di tempo, in maniera feroce e tutte con modalità decisamente inusuali. Tra di esse anche una deputata al Parlamento norvegese. La Polizia non riesce a districare il bandolo della matassa ma sui delitti si proietta l'ombra sinistra di un serial killer. L'ispettore Harry Hole è fuggito inseguito dai suoi fantasmi dopo aver risolto il caso dell'Uomo di neve, un altro feroce serial killer, che ha riguardato da vicino i suoi affetti più cari. Accetterà di ritornare dall'Asia solo per ricongiungersi con l'anziano padre morente ed indagare sul misterioso assassino che nel frattempo ha mietuto altre vittime, gente che apparentemente non ha nulla in comune tranne la passione per la montagna. Non sarà facile seguire le piste che si dipanano dai monti norvegesi fino agli altopiani del Congo per braccare un criminale che sembra non fare nessun errore.

## Edizioni
- Jo Nesbø, Il leopardo, traduzione di Eva Kampmann, Einaudi, 2011  [2009],  p. 767, ISBN 978-88-06-20812-7.